# Calamotropha heliocaustus
Calamotropha heliocaustus là một loài bướm đêm trong họ Crambidae.